# Tauernbach
Il Tauernbach è un torrente dell'Austria (Tirolo orientale) che assieme a Kalserbach e Schwarzach è uno dei principali affluenti dell'Isel. Il torrente nasce alla fine della Tauerntal (Felber Tauern) a 2270 m s.l.m. Dopo 45,02 km il fiume sfocia presso Matrei in Osttirol nell'Isel a una quota di 1340 m.

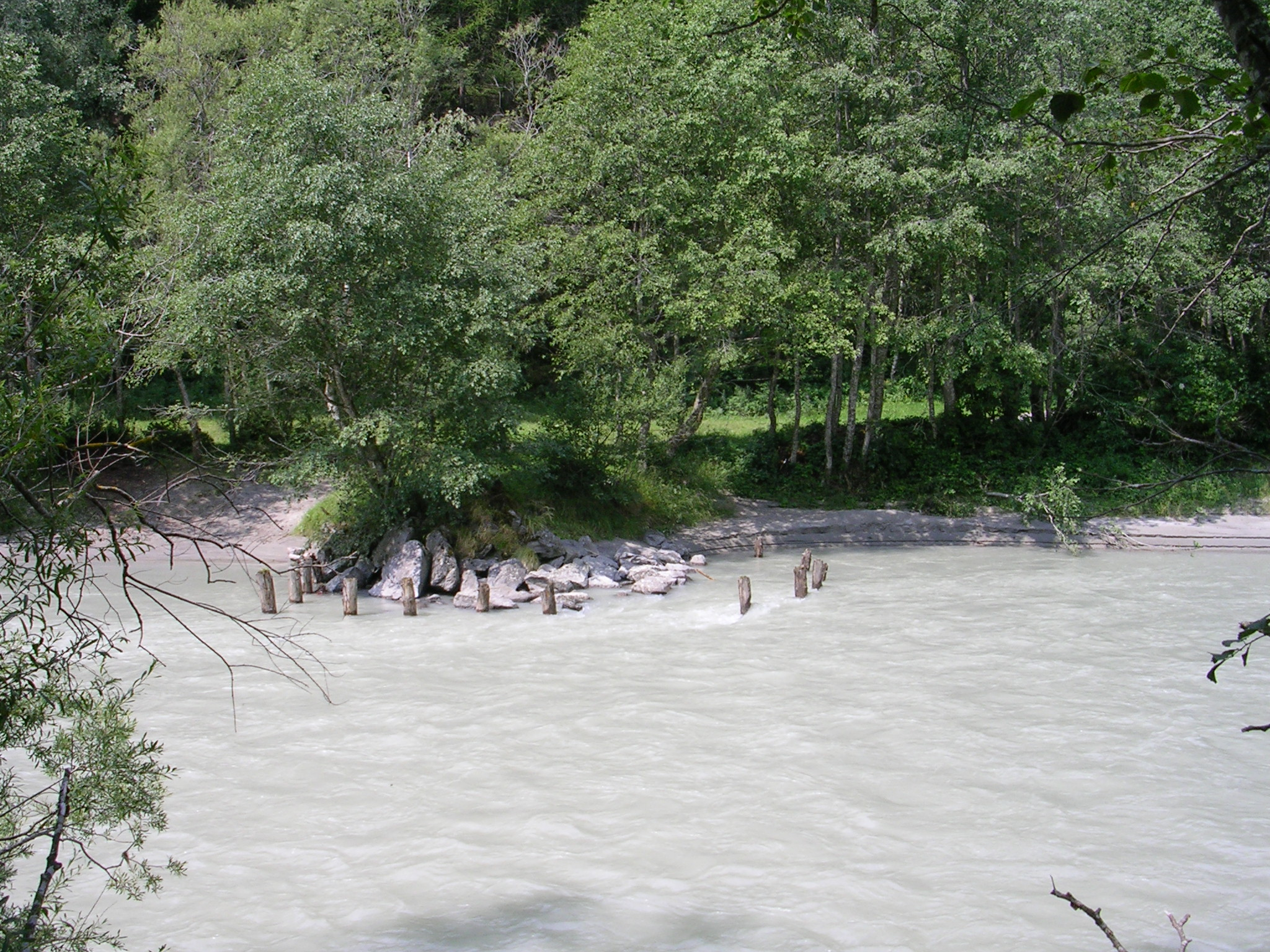
Protezione delle sponde (frangiflutti) presso Matrei in Osttirol